# Кримські готи

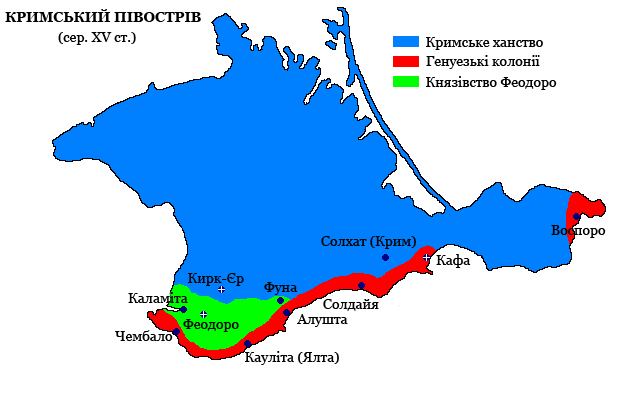
Крим в середині XV ст.

Герби князів Феодоро із надпису 1459 р., знайденого під час розкопок Фуни.

Кри́мські го́ти — етнічна група готів, одного з германських племен, що відкочували під час Великого Переселення народів у III столітті в райони Північного Причорномор'я, а згодом до Криму. Останні епіграфічні дані про існування готів у Криму сягають ІХ століття. Раніше слово «гот» з етноніма перейшло в особисте ім'я (знайдено на одному з надгробків). Імовірно, вони поступово були асимільовані греками, втративши свою релігію (аріанство), але досить довго зберігаючи готську мову.

## Поява і життя готів у Криму

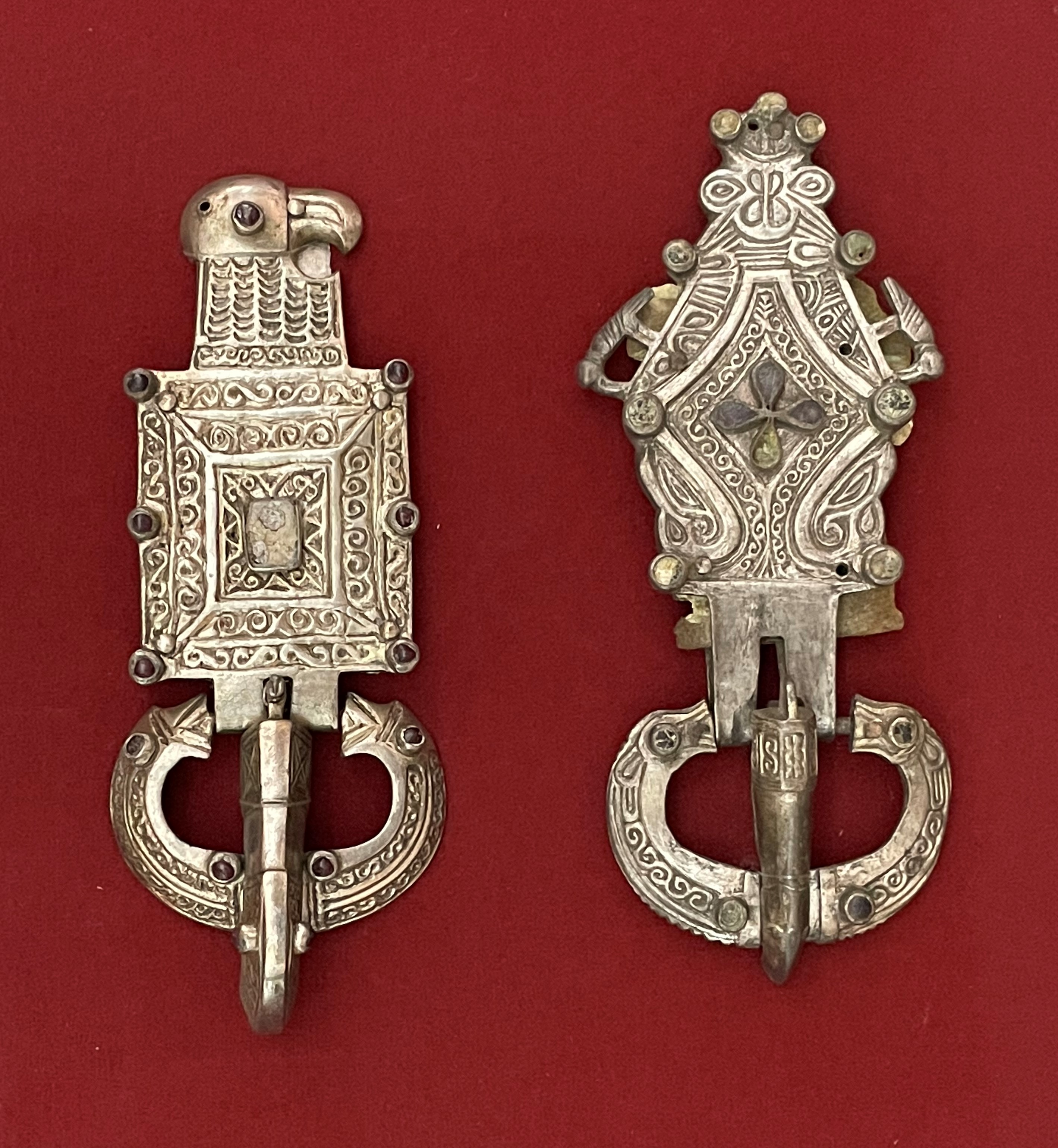
Готські пряжки доби Великого переселення народів, знайдені в гірському Криму (Київський археологічний музей)

Готи опинилися в Криму в ході міграцій у III столітті нашої ери. Найімовірніше, за мовою і культурою кримські готи були ближче до своїх сусідів остготів, що оселилися у північному Причорномор'ї, ніж до вестготів. У Криму готи швидко захопили і асимілювали залишки скіфів і зайняли весь півострів, крім Херсонеса. Наприкінці III століття готи взяли під контроль Боспорське царство, зберігаючи традиції військової демократії. Готи наймалися на службу до Римської імперії, брали участь в різних військових походах. Серед готів швидко поширилося християнство (аріанство). До середини IV століття після занепаду Боспорського царства готи стали головною політичною силою на півострові.
У роки панування гунів, а потім булгар і аварів в північному Причорномор'ї (кінець IV — початок VI століть) кримські готи виступали як своєрідний буфер між римським (візантійським) Херсонесом та степовими кочівниками. З посиленням візантійського впливу в Криму на початку VI століття готи вливаються в греко-візантійську громаду півострова, ймовірно, як її військово-адміністративна складова частина, хоча за повідомленнями Прокопія Кесарійського, основним заняттям готів у Криму було землеробство.
Процес асиміляції кримських готів тривав кілька століть. Останні епіграфічні дані про готів в Криму сягають IX століття, до того часу слово «гот» перетворилося на особисте ім'я (ймовірно, вказувало на походження). Назва «Готія» щодо південно-західного Криму протрималася всього Середньовіччя. Зокрема, в XIII–XIV генуезці називали свої володіння в західній частині південного берега Криму Приморською Ґотією (Gothia Maritima), також Ґотією часто іменувалося князівство, відоміше в історичній літературі як Феодоро. За словами мінорита Вільгельма де Рубрука, що мадрував у 1253 році з Константинополя до татар, на південному узбережжі Криму були замки, в яких «було багато готів, мова яких германська (teutonicum)».
Готи («готські діви») згадуються в «Слові о полку Ігоревім». Розташована в Криму ортодоксальна єпархія Константинопольського патріархату мала назву Кафинсько-Готської аж до 1798 року, коли після виселення греків з Криму до Приазов'я єпархія була ліквідована.

## Кримські готи як об'єкт криптоетнології
У XVI столітті фламандець А. де Бусбек (аристократ, який служив послом Священної Римської імперії в Османській імперії), в листі повідомляв, що розмовляв з двома кримськими готами і створив короткий словник кримсько-готської мови (близько 70 слів, схожих з готською лексикою " Біблії Ульфілія "). Щоправда, сам Кримський півострів Бусбек не відвідував, а розмова відбувалася в Стамбулі. Співрозмовники повідомили Бусбека, що кримські хани набирають для свого війська з-поміж готів загін піхоти чисельністю 800 осіб. Ні до, ні після Бусбека жодних документальних свідчень про існування в Криму готської мови немає.
Наприкінці XVIII століття низка дослідників виділяли серед кримських татар групи населення, що за фенотипом сильно відрізнялися від інших кримських татар, греків і тюрків (світла шкіра і волосся, блакитні очі тощо). Цей фенотип і до цього дня зберігають кримські татари — вихідці з деяких сіл південного берега Криму (Нікіта, Кючюк-Ламбат) і Бахчисарайського району. Деякі дослідники вважають їх нащадками готів, інші пояснюють їх незвичайний фенотип походженням від бранців, захоплених в різних країнах.
Наприкінці XIX — першої третини XX століть з'являється низка робіт, в яких описується «готська історіографія» пізнього середньовіччя. Вважаючи повідомлення Бусбека і зустрічі з блакитноокими кримцями достатніми підставами для твердження про існування в Криму готської громади, ці автори (А. Васильєв та ін.) вважали, що християнське населення Криму в середні віки було представлено переважно готами або принаймні готи були елітою в цих спільнотах. Ці публікації були використані німецькими нацистами для обґрунтування історичної належності Криму і Причорномор'я до «арійської території», нацистське керівництво передбачало створити в Криму німецьку колонію під назвою «Ґотенланд» (земля готів). Аналогічні плани мали нацисти й щодо сучасної Запорізької області України та Херсонщини: ці землі вони на своїх мапах називали Gotengau («Готська область»).
Дискусійним залишається питання про роль готів в етногенезі караїмів і кримських татар.